# Pedro de Villafranca

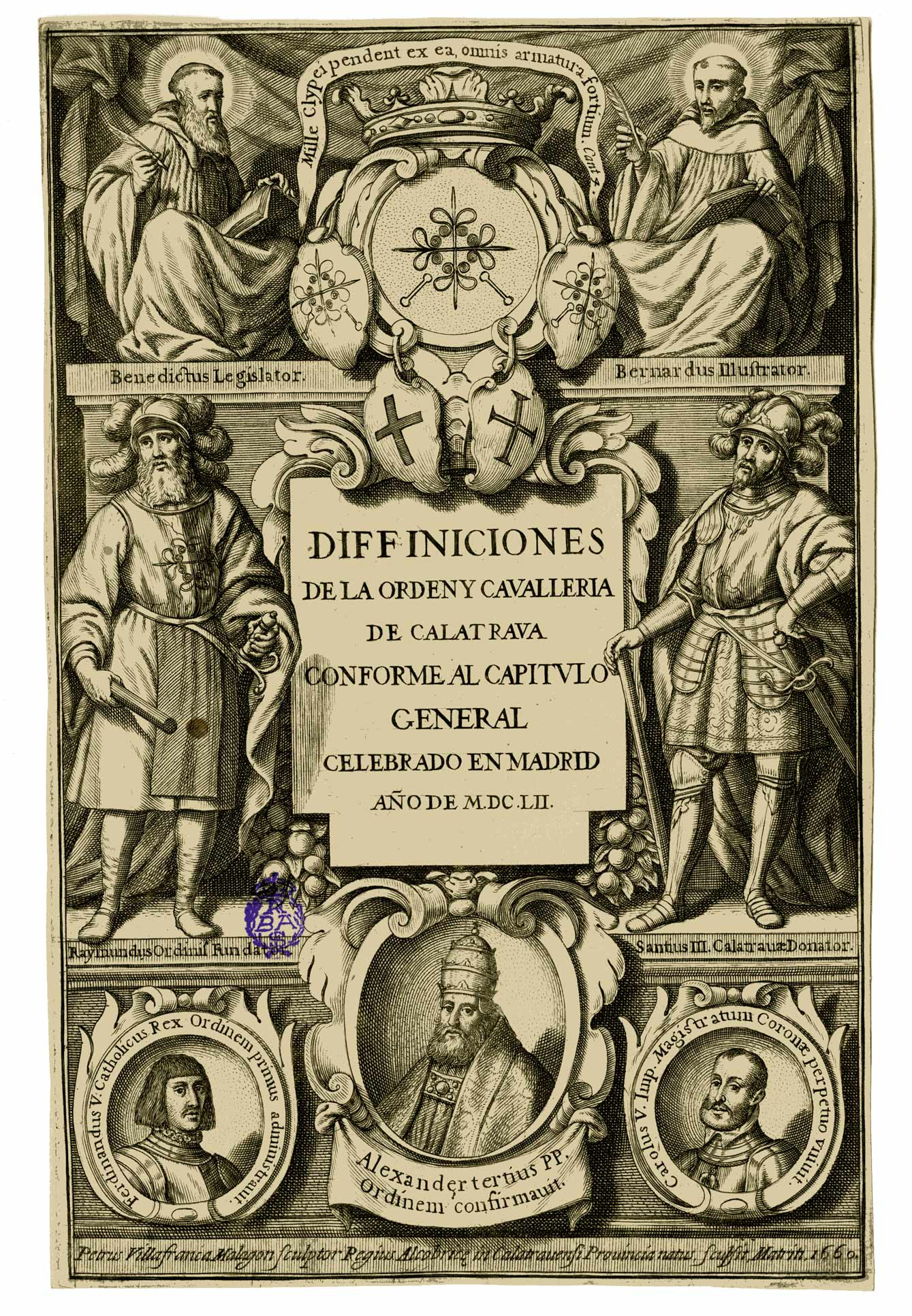
Definiciones de la Orden y Caballería de Calatrava conforme al Capítulo General celebrado en Madrid año de MDCLII, estampa de portada firmada «Petrus Villafranca Malagon sculptor Regius Alcobrice in Calatravensi Provincia natus sculpsit Matriti 1660».

Pedro de Villafranca y Malagón (¿Almagro?, ca. 1615-Madrid, 1684) fue un pintor y grabador barroco español, natural de Alcolea de Calatrava según Ceán Bermúdez o de Almagro, como se desprende de su firma al frente de las Definiciones de la Orden y Caballería de Calatrava, y activo en Madrid, donde se habría formado como pintor con Vicente Carducho. Villafranca destacó especialmente como grabador, siendo su obra gráfica —influida también por Velázquez— muy abundante y de notable calidad, hasta el punto de haberse dicho de él que fue «sin ningún género de dudas el mejor grabador del siglo XVII español».

## Biografía
Escasamente conocida su biografía, consta que sus padres eran vecinos de Almagro, pero se desconoce la fecha y el lugar exacto de su nacimiento. Muy joven debió de trasladarse a Madrid. No hay constancia documental de su formación, que según Ceán habría tenido lugar al lado de Carducho, pero su relación con Pedro Perete, hijo del grabador flamenco Pedro Perret, debió de ser muy estrecha pues a la muerte de aquel, en 1639, Villafranca aparece como uno de sus testamentarios, por lo que se estima probable que aprendiese con él la técnica del buril. La relación que lo une con Perete aún se verá reforzada un año después, en 1640, al contraer segundas nupcias con Sebastiana de Rojas, viuda de Perete, con la que tuvo cuatro hijas. En 1657 casó a una de sus hijastras, María, con su discípulo Gregorio Fosman, quien por este enlace pasaría a ser también el heredero del taller de Perete, pues en el último de sus testamentos, de 1680, ordenaba Villafranca que a María, excluida de recibir parte de su hacienda, se le había de dar lo que el rey le debía de su puesto de grabador real, «por quanto dha. merced se me hizo atento a mi avilidad y a los servicios de Pedro Perret».
Noticias posteriores a 1660 lo relacionan con Juan de Solís, Juan de Arellano y Antonio Arias, entre otros artistas, y con trabajos de diversa naturaleza, como el dorado de las rejas de la capilla de Nuestra Señora de Atocha, que tenía a su cargo «por orden de su majestad», y la restauración de las pinturas de la Sala de las Batallas en el monasterio de El Escorial, tarea de la que se ocupó en 1677 junto con Claudio Coello por encargo de Juan Carreño de Miranda.
En enero de 1678 casó a su hija Sebastiana con Juan Antonio de Eguiazábal, contador del rey Carlos II, entregándole como dote una considerable cantidad de regalos en muebles, joyas, ropas y cuadros, entre ellos un Calvario de Pedro de Orrente, lo que pone de manifiesto la holgura económica que había podido alcanzar con su trabajo.
Falleció en Madrid el 27 de julio de 1684 y fue enterrado en la parroquia de San Sebastián. En su testamento, dado en 1680, declaraba que el rey Felipe IV le había hecho «su tallador de Láminas» en 1654, con una renta de cien ducados cada año, que llevaba sin cobrar desde 1659 poco más o menos.

## Obra

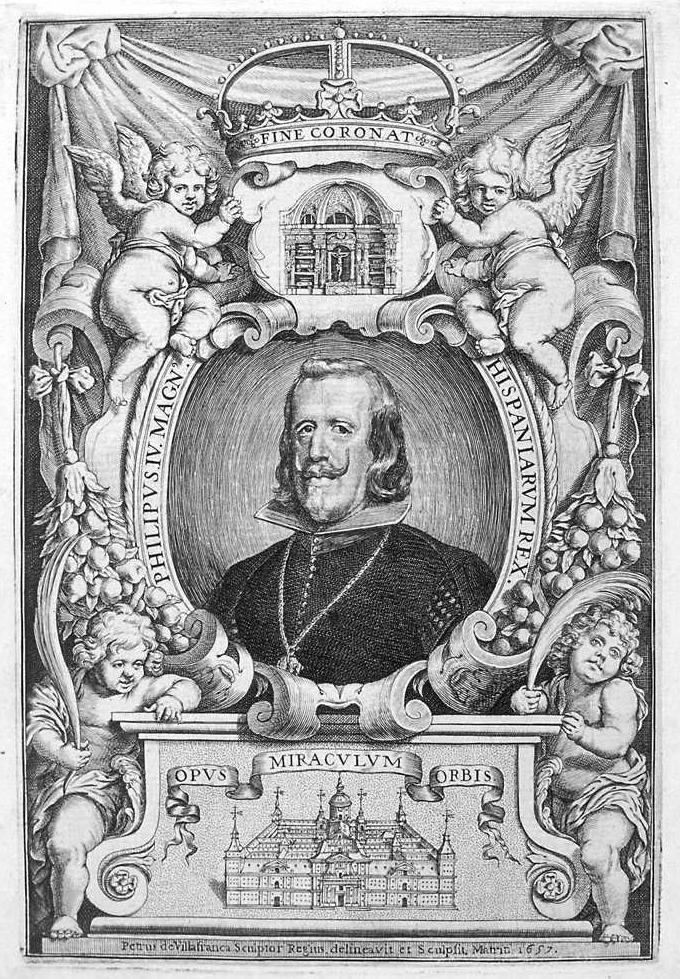
Anteportada de la obra del padre Francisco de los Santos, 'Descripción breve del Monasterio de S. Lorenzo el Real del Escorial..., impresa en Madrid en la Imprenta Real, 1657.

Como grabador su primera obra conocida son trece láminas con estudios anatómicos realizadas entre 1637 y 1638 con destino a lo que podría haber sido una cartilla para enseñar los principios del diseño, de la que solo se conservan dos ejemplares con estampas sueltas, uno en el Museo del Prado y otro en la Real Academia Española con evidentes señales de uso. Más tarde las trece láminas fueron incluidas por el librero Domingo de Palacio, a quien se las vendió, en un apéndice de su edición de las Reglas de las cinco órdenes de Arquitectura de Jacopo Vignola traducidas por Patricio Cajés (Madrid, 1651). De los mismos años ha de ser su contribución, junto con varios de los más prestigiosos grabadores extranjeros activos en Madrid, a la serie de estampas de la vida de san Juan de Dios con destino a una segunda edición del libro de Antonio de Gouveia, Vida y muerte del bendito P.e Ivan de Dios. Fundador de la orden de la hospitalidad de los pobres enfermos, que podría haber visto la luz hacia 1640 pues uno de los grabados que le correspondieron, el que representa el nacimiento de Juan de Dios, va fechado en 1637.
Inmediatamente posteriores (1639) son los retratos de Camoens y su comentarista Faria y Sousa aparecidos en la edición madrileña de Os Lusiadas. Villafranca se manifestará en toda su producción posteriormente grabada como un excelente retratista, con connotaciones velazqueñas a partir de 1640 tal como se puede observar en el retrato de Fernando Ortiz Valdés incluido en su Gratulación político cathólica (1644) o en el de la reina Isabel de Borbón, cuidadosamente estampado en la Pompa funeral editada en 1645 con ocasión de su muerte. En 1650 grabó sobre un dibujo de Francisco Rizi e invención de Lorenzo Ramírez de Prado, la portada de la Noticia del recibimiento y entrada de la reina María Ana de Austria en la muy noble y leal coronada villa de Madrid, con las figuras de Hermes e Himeneo, y el mismo año empleará con la soltura propia del pintor la técnica del aguafuerte en el retrato del caligrafista José de Casanova, recogido en la Primera parte del Arte de escribir todas formas de letras, pero la influencia de Velázquez se va a acentuar cuando, nombrado grabador del rey en 1654, casi monopolice la estampación de retratos del monarca, inspirándose en modelos velazqueños. Así el que figura en la Regla y establecimientos de la Orden de Santiago, de Francisco Ruiz de Vergara, obra impresa en Madrid en 1655 por Diego García Morra, para el que se han señalado también relaciones con la obra de Rubens y sus seguidores en el pesado retablo barroco que sirve de marco al retrato. O el retrato de Felipe IV inspirado en el último que le hiciera Velázquez, anteportada del libro del padre Francisco de los Santos, Descripción breve del Monasterio de S. Lorenzo el Real del Escorial..., impreso en Madrid en la Imprenta Real, 1657, año que también lleva el grabado varias veces reimpreso. Enmarcado en espléndida orla barroca, a Felipe IV se le presenta como el que ha coronado la obra del Escorial, con una reproducción del Panteón Real arriba y una vista del monasterio en el pedestal tomada del Séptimo Diseño de Juan de Herrera grabado por Perret padre, con la inscripción Opus miraculum Orbis. El libro se enriquece, además, en páginas interiores, con diversos grabados de Villafranca dedicados a la obra escurialense en los que se presta especial atención al panteón, del que se ofrecen junto a los diseños de la planta y alzado algunos detalles decorativos. Invertido y con orlas distintas el mismo retrato se repite en las Diffiniciones de la Orden y cavalleria de Calatrava conforme al Capitulo General celebrado en Madrid, año de MDCLII, Madrid, 1660, y en los Discursos theologicos y polyticos de fray Diego García, impresos en Alcalá en 1664
Muy numerosos son los grabados a buril o aguafuerte que realizó a partir de 1660 para las imprentas madrileñas y entre ellos se encuentran algunos de los más felices del artista por la sabia distribución de las luces y su acertada composición, como lo es la portada de las Definiciones de la Orden de Caballería de Alcántara (Madrid, Imprenta Real, 1662), el que representa la muerte del inquisidor Pedro de Arbués, encargado por el Consejo de la Suprema Inquisición en 1664 con motivo de su beatificación e impuesto por el tribunal como modelo a Murillo y otros artistas, los grabados de portada e interiores con el aparato conmemorativo diseñado por Sebastián Herrera Barnuevo y Francisco Rizi para las honras fúnebres por Felipe IV, recogidos en el libro de Pedro Rodríguez de Monforte, Descripción de las honras que se hicieron a la Catholica Magestad de D. Felipe quarto, bellamente impreso por Francisco Nieto en Madrid, 1666, o la galería de retratos con la vista del Bidasoa en la obra de Leonardo del Castillo, Viaje del rey nuestro señor don Felipe Quarto el Grande a la frontera con Francia (Madrid, 1667).
De su trabajo como pintor, título que siempre utilizó, es poco lo que se conoce, destacando un retrato de Felipe IV fechado en 1657 y conservado en el Museo del Prado, en el que sigue prototipos velazqueños, una Aparición de la Santísima Trinidad a san Agustín en las Agustinas Recoletas de Pamplona, inspirado en el lienzo de igual asunto de Anton van Dyck, y las cinco pinturas de un retablo dedicado a San Andrés en la parroquial de Matabuena (Segovia), de hacia 1652, obras de discreta calidad.